# Нордијско скијање
Нордијско скијање је популарна верзија скијања, која садржи разне дисциплине, а заједничко им је што пета не може да се причврсти на скију. Често се назива и скијашко трчање те је по том називу јасно да се ради о техници скијања која се користи углавном на равнијим површинама прекривеним снегом. Име је добило по земљама у којима је настало а и данас је најраширеније управо у нордијским земљама - Финској, Норвешкој, Шведској. Нордијско скијање је популаран вид рекреације али и такмичарски спорт који је стандардан на Зимским олимпијским играма.
Олимпијски догађаји су такмичарско скијашко трчање, скијашки скокови и нордијска комбинација — догађај који комбинује скијашко трчање и скијашке скокове. FIS светско првенство у нордијском скијању одржава ове спортове сваке непарне године, али постоје и посебна првенства у другим дисциплинама, као што су скијање на Телемарку и скијашко летење. Биатлон комбинује скијашко трчање и гађање пушком, али није укључен као нордијска дисциплина према правилима Међународне скијашке федерације (FIS). Уместо тога, она је под јурисдикцијом Међународне биатлонске уније.
Биомеханика такмичарског скијашког трчања и скијашких скокова били су предмет озбиљног проучавања. Скијашко трчање захтева снагу и издржљивост, а скијашки скокови захтевају аеродинамичку ефикасност, од којих се оба захтева претварају у специфичне вештине које треба оптимизовати у тренингу и такмичењу.

## Историја нордијског скијања
Нордијско скијање је вероватно најстарији вид скијања уопште. Настало је првенствено као потреба за једноставнијим транспортом људи преко заснежених и залеђених површина у хладним подручјима, посебно северне Европе и Азије. Данас је ова варијанта скијања раширена на свим континентима.
Рекреативно скијање почело је организованим скијашким вежбама и тркама норвешке и шведске пешадије. Војне трке и вежбе укључивале су спуст по неравном терену, вежбање гађања током скијања низбрдо и скијашко трчање на 3 km са пуним војним ранцем. Слалом (норвешки: slalåm) је реч норвешког порекла која је ушла у међународни речник скијања. Током 1800-их скијаши у Телемарку су изазивали једни друге на „дивљим стазама“ (ville låmir), блаже падине су имале придев „сла“. Неке трке су биле на „неравним стазама“ (kneikelåm) и понекад су укључивале „стрме скокове“ (sprøytehopp) ради изазова. Ове трке из 19. века у Телемарку су се одвијале по посебно тешким стазама обично са стрме планине, уз тобогане и завршавале су се оштрим скретањем („Телемаршко скретање“) на пољу или леденом језеру.

## Такмичење у нордијском скијању
Такмичења у нордијском скијању обухватају цео распон дужина стаза од тзв. спринт трка од неколико километара па до маратона од неколико десетина километара. Дисциплине и правила такмичења прописује и спроводи Међународна скијашка федерација (ФИС).
Нордијско скијање је стандардни спорт на Зимским олимпијским играма. ФИС такође организује и Светски куп и Светска првенства.
Осим тога, нордијско скијање је саставни део два комбинована спорта: Нордијске комбинације, која повезује нордијско скијање и скијашке скокове, те биатлона, који повезује нордијско скијање и стрељаштво.

## Стилови нордијског скијања
Позната су три стила нордијског скијања: класични стил, слободни стил и Телемарк.
Код класичног стила најуобичајенији је дијагонални корак, код којег се замах рукама и ногама изводи наизменично, уз одгуривање с по једним штапом. Постоји и корак код којег се користи истовремено одгуривања с два штапа, уз замах само једне ноге или без ножног замаха. За успон се користи тзв. рибља кост, код којег иза скијаша остају трагови по чијем је облику корак добио име.
Слободни стил за разлику од класичног дозвољава бочно одгуривање скијама које више не морају бити паралелне. Варијанте тог корака подсјећају на корак одгуривања којег користе брзи клизачи, иако наравно укључује и одгуривање штаповима.
У обје технике се код преласка падине користи аеродинамични погнути положај сличан положају алпског скијаша у спусту. Исто тако за скретање на падини тркач на скијама може употребити и Телемарк технику, с обзиром да му вез дозвољава подизање пете од површине скије.

## Опрема за нордијско скијање
За нордијско скијање потребне су скије, које су у поређењу са скијама за алпско скијање битно уже и дуже. Скијашки штапови су такође битно дужи него код алпске варијанте, јер морају омогућити ефикасно одгуривање. Скијашки везови у нордијском скијању омогућавају подизање пете од површине скије, док су прсти причвршћени тако да омогућавају одгуривање и притисак на скију.

## Скијалишта
Позната одмаралишта за нордијско скијање широм света укључују следеће:

### Северна Америка
- Стазе Мејпл Лиф, систем стаза од 128 километара између Сте. Агате и Шабриџа у канадским Лаурентијанским планинама.[10]
- Стаза Катамаунт која се протеже дуж Вермонта[11][12][13]
- Ројал Гоџ Крос Кантри скијашко одмаралиште у близини Донеровог прозала у Калифорнији.[14][15]
- Скијашка стаза Јакрабит у планинама Адирондак у Њујорку[16]
- Девилс Тамб Ранч нуди трчање и алпско скијање у Колораду.[9]
- Систем колиба и стаза Мејна нуди 50 mi (80 km) уређеног терена међу високим врховима Мејна.[17][9]
- Траповова pородична ложа у Стову у Вермонту, названа је по породици Марије фон Трап и нуди 62 mi (100 km) уређеног терена.[9]
- Острво Амасалик је острво у источном Гренланду које нуди могућности вођене ски-турнеје.[9]

### Европа
- Стаза Пир Гинт у Норвешкој простире се на 82 km (51 mi) преко националних паркова Јотунхајмен, Рондан и Доврефјел, путовање од око седам дана са хостелима дуж пута.[18][9]
- Цирк ду Гаварни, је цирк у централним Пиринејима, у југозападној Француској, нуди ограничен, али сликовит скуп нордијских стаза.[9]
- Скијалиште Илас у Финској пружа 330 km (210 mi) стаза, од којих је 38 km (38 km) осветљено.[9]

- Скијашко трчање у дивљини на Аљасци.
- Јуриј Тепеш током екипног такмичења FIS Светског првенства у скијашким летовима 2012. у Викерсунду, Норвешка.